# Futebol do Porto
O futebol no distrito do Porto é organizado pela instituição desportiva pública chamada Associação de Futebol do Porto, que devido a acção de dois clubes, o Futebol Clube do Porto e o Leixões Sport Clube, foi fundada no dia 10 de agosto de 1912.

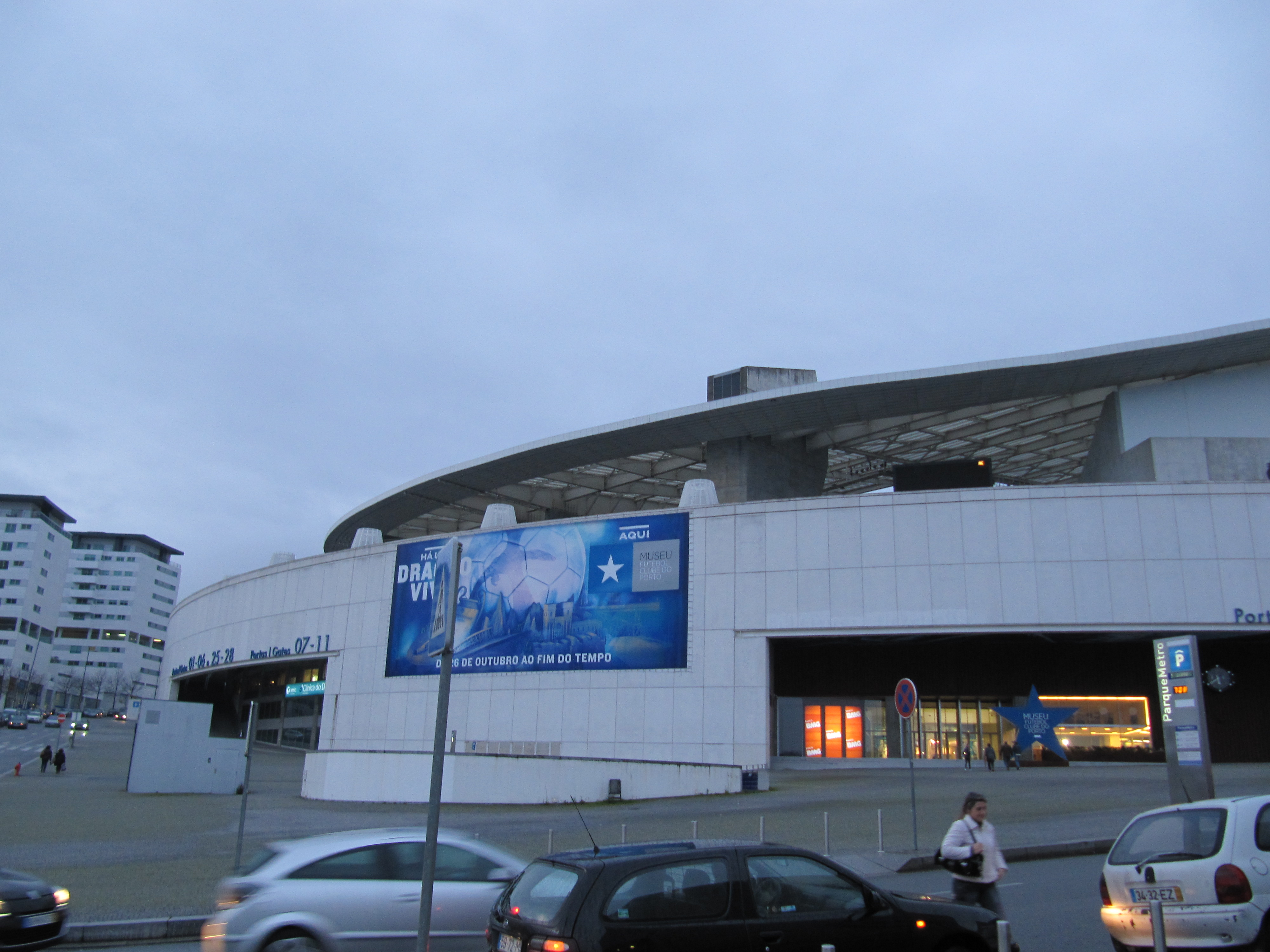
Estádio do Dragão (Estádio do Futebol Clube do Porto)

## História
Em 1894, ocorreu o primeiro campeonato nacional, tendo como nome a Taça D. Carlos l, onde envolveu dois clubes de diferentes distritos. Portanto, ocorreu um jogo entre um clube de Lisboa, Club Lisbonense, e um clube do Porto, o Futebol Clube do Porto. Além de ser a primeira aparição da equipe azul e branca, o jogo acabou ocorrendo no Oporto Cricket & Lawn Tennis Clube, na qual foi um lugar muito marcante e importante para os primeiros passos do futebol na cidade do Porto. Porém o FC Porto acabou perdendo para o Clube de Lisboa por 1-0.
A cada ano que se passava, o clube parecia que ia crescer, mas a chegada de José Monteiro da Costa foi determinante na época Foot-ball Club do Porto em 1906, transformando a agremiação desportiva, onde tinha natação, patinagem, atletismo em um clube de futebol. Logo em seguida, em 1911, com sua morte, foi criada a Taça José Monteiro da Costa em sua homenagem.
O Futebol Clube do Porto, um dos maiores clubes da Europa e de Portugal, ganhador da Champions League das edições de 1986/1987 e 2003/2004, foi fundada em Setembro de 1893, por Antonio Nicolau d´Almeida que, em uma viagem a Inglaterra, o comerciante de vinho do Porto e adorador de esporte descobriu o futebol.
Logo depois, com a chegada da Associação do Futebol do Porto, sediado na Rua Ántonio Pinto Machado, número 92, no Porto e presidida por Lourenço Pinto, trouxe para o futebol da cidade uma organização muito grande e atualmente trabalhando com 400 clubes, 20.000 atletas e cerca de 13.000 jogos por época.

## Estatísticas
O FC Porto é o único que obtém títulos internacionais, como a Liga dos Campeões da UEFA (1986/1987 e 2003/2004), Supertaça Europeia (1987), Mundial de Clubes (1986/1987 e 2003/2004) e Liga Europa da UEFA (2002/2003 e 2010/2011).
O FC Porto e o Boavista foram os únicos a ganhar uma Liga Portuguesa.
O FC Porto, Boavista e Leixões venceram a Taça de Portugal.
CAMPEONATOS NACIONAIS:
Os clubes que representam a cidade do Porto nos campeonatos nacionais na época 2016/2017 são:
Futebol Clube do Porto, Boavista, Rio Ave, Paços de Ferreira, Deportivo Aves, Freamunde, Leixões, Penafiel, Porto B, Varzim, Aliança de Gandra, Amarante, Felgueiras 1932, Pedras Rubras, São Martinho, Trofense, Coimbrões, Gondomar, Salgueiros e Sousense